# Kentucky Derby 1910
Kentucky Derby 1910 var den trettiosjätte upplagan av Kentucky Derby. Löpet reds den 10 maj 1910 över 1 1⁄4 miles (2 012 m). Löpet vanns av Donau som reds av Frederick Herbert och tränades av George Ham.
Förstapriset i löpet var 4 850 dollar. Sju hästar deltog i löpet efter att Horse Eye White strukits innan löpet.

## Resultat
| P | S | Häst           | Jockey            | Tränare              | Ägare                 | Tid     |
| - | - | -------------- | ----------------- | -------------------- | --------------------- | ------- |
| 1 | 7 | Donau          | Frederick Herbert | George Ham           | William Gerst Sr.     | 2:06.40 |
| 2 | 1 | Joe Morris     | Vincent Powers    | Auval John Baker     | Robert H. Anderson    |         |
| 3 | 4 | Fighting Bob   | Stanley B. Page   | James Gass           | George Reif           |         |
| 4 | 3 | Boola Boola    | Ted Rice          | J. Oliver Baker      | Johnson N. Camden Jr. |         |
| 5 | 5 | Topland        | Dale Austin       | Charles C. Van Meter | Charles C. Van Meter  |         |
| 6 | 2 | John Furlong   | Richard Scoville  | Walter Grater        | J. C. Rogers          |         |
| 7 | 6 | Gallant Pirate | Bert Kennedy      | Fred Luzader         | J. R. Wainwright      |         |

Segrande uppfödare: Milton Young; (KY)